# Râul Romanați
Râul Romanați este un curs de apă, afluent al râului Valea Mare. 